# Couvent Sainte-Claire (Sarlat-la-Canéda)
Pour les articles homonymes, voir Couvent Sainte-Claire.
Le couvent Sainte-Claire de Sarlat-la-Canéda, en Dordogne, est situé à l'angle de la rue Jean-Jacques-Rousseau et de la rue de La-Boétie.

## Historique
Les Clarisses s'installent à Sarlat peu de temps après les Récollets, en 1621. Elles viennent de Tulle et sont reçues par l'évêque de Sarlat, Louis II de Salignac de La Mothe-Fénelon.
Le bâtiment se compose de deux ailes en équerre reliées par un grand escalier. L'aile sud remonte au XIVe siècle et l'aile ouest, le long de la rue Jean-Jacques-Rousseau, date du XVIIe siècle avec deux galeries superposées sur la façade côté jardin.
Cet ordre devait assurer l'éducation des jeunes filles de la bourgeoisie et de la noblesse. Cet ordre complétait les établissements d'éducation des jeunes filles qui avaient été fondés par les religieuses de Notre-Dame et les Mirepoises.
En 1700, les Clarisses de Montignac s'installent à Sarlat après la fermeture de leur établissement.
La Révolution entraîne la fermeture du couvent et le départ des Clarisses. En 1793, le couvent est transformé en prison pour les condamnés devant être déportés en Guyane ou enfermés à Périgueux.
Au XIXe siècle, les Dames des Sacrés-Cœurs fondent une école primaire de jeunes filles avec pensionnat. Elles ont été remplacées en 1947 par les Dames blanches. Le bâtiment étant la propriété de la paroisse, celle-ci devait faire face aux frais d'entretien importants. L'école ferme en 1960.
Le Club du vieux manoir essaya de restaurer le bâtiment dans le cadre de la loi sur les secteurs sauvegardés, pendant quatre ans, à la demande d'Henry de Ségogne mais ne put empêcher la dégradation de l'aile ouest.
En 1992, l'ancien couvent est vendu à l'office des HLM. Les bâtiments sont restaurés pour y installer 26 logements en 1994.
Le couvent, pour ses façades et toitures sur rue et sur cour, ainsi que la galerie du cloître, a été inscrit sur l'Inventaire supplémentaire des monuments historiques par arrêté du 25 février 1944.